# Themeda triandra
Espèce
Classification phylogénétique
Themeda triandra est une espèce de plantes monocotylédones de la famille des Poaceae (graminées) largement répandue en Australie, en Afrique, en Asie et autour de l'Océan Pacifique.  elle est connue en Australie sous le nom de kangaroo grass, en Afrique du Sud de red grass (anglais) ou  de rooigras (afrikaans). 
C'est une plante herbacée vivace, cespiteuse, aux tiges dressées pouvant atteindre 2 m de haut.
La plante jeune est consommable par le bétail.
Themeda triandra est l'une des graminées parmi les plus répandues dans les écosystèmes prairiaux arides à mésiques d'Afrique, d'Asie et d'Australie..
Elle présente un grand intérêt tant comme plante fourragère pour le bétail et la faune sauvage que pour son utilisation potentielle dans les pratiques d'aménagement paysager.

## Description

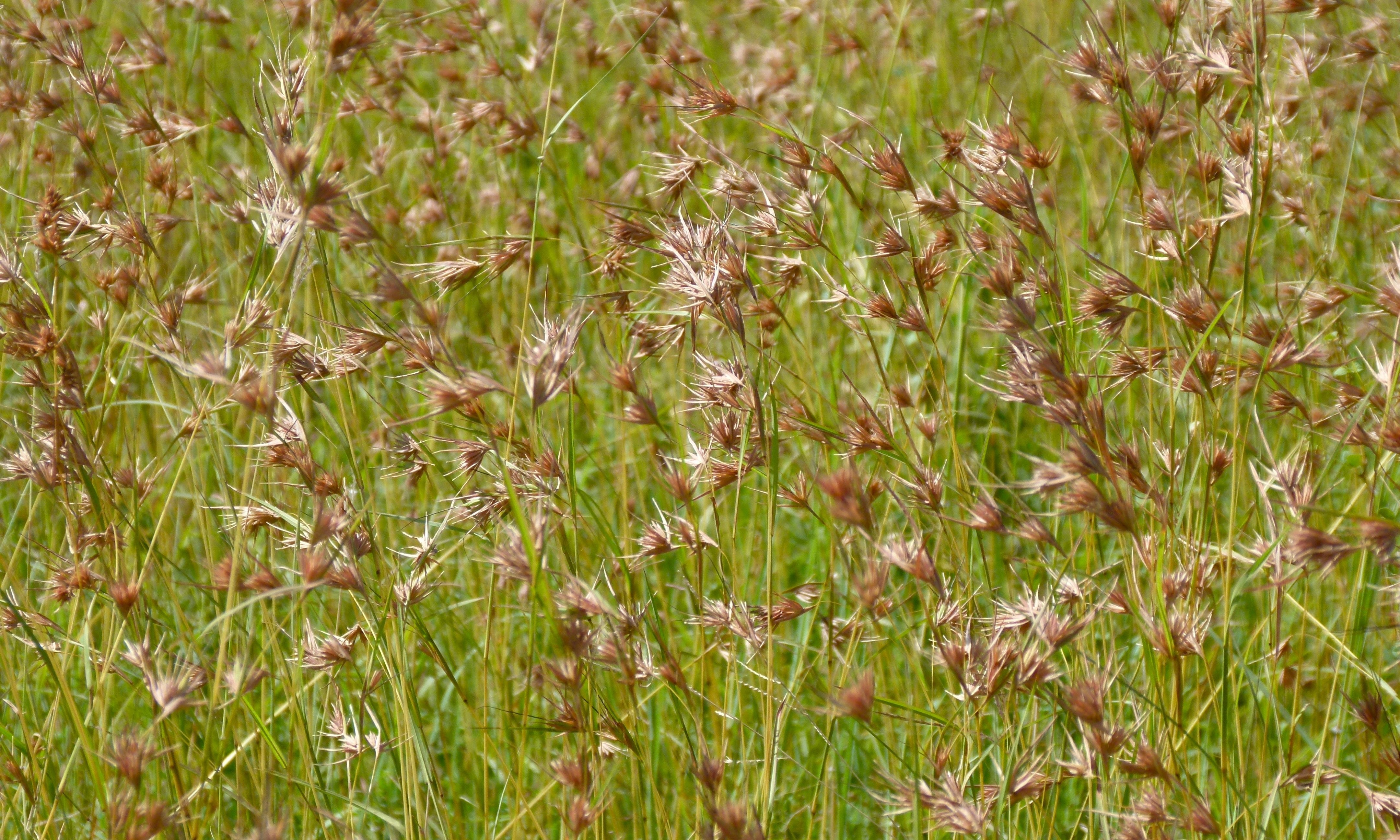
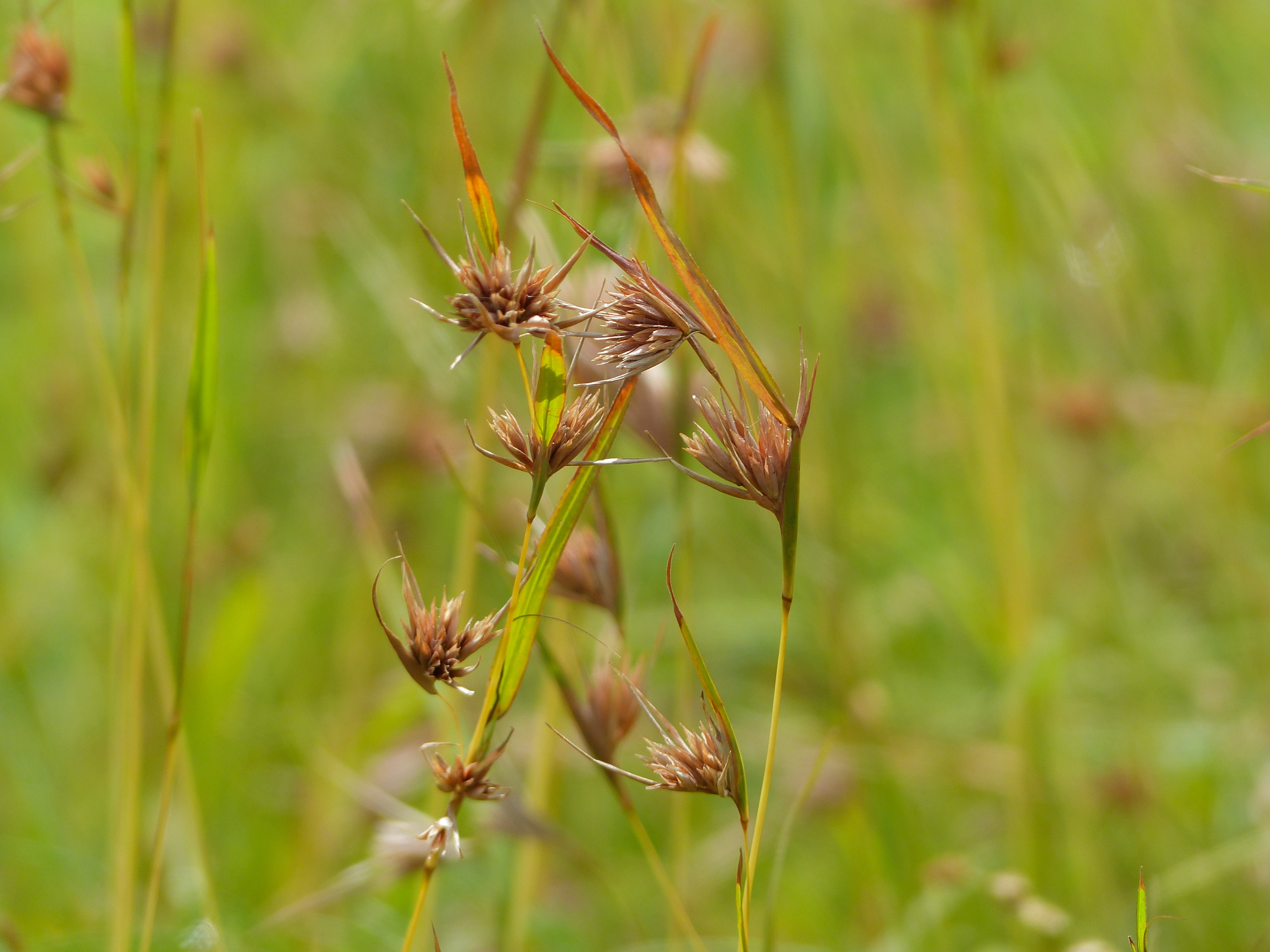

## Synonymes
- Anthistiria australis R.Br.
- Themeda australis (R.Br.) Stapf
- Anthistiria imberbis Retz.
- Themeda imberbis (Retz.) T.Cooke
- Themeda forskalii Hack.

## Liste des sous-espèces et variétés
Selon Tropicos (20 juillet 2016) (Attention liste brute contenant possiblement des synonymes) :
- sous-espèce Themeda triandra subsp. japonica (Willd.) T. Koyama
- variété Themeda triandra var. bracteosa Peter
- variété Themeda triandra var. burchellii (Hack.) Stapf
- variété Themeda triandra var. glauca (Forssk.) Thell.
- variété Themeda triandra var. hispida (Thunb.) Stapf
- variété Themeda triandra var. imberbis (Retz.) A. Camus
- variété Themeda triandra var. japonica (Willd.) Makino
- variété Themeda triandra var. laxa (Andersson) Noltie
- variété Themeda triandra var. punctata (Hochst. ex A. Rich.) Stapf
- variété Themeda triandra var. roylei (Hook. f.) Domin
- variété Themeda triandra var. sublaevigata Chiov.
- variété Themeda triandra var. syriaca (Boiss.) Hack.
- variété Themeda triandra var. trachyspathea Gooss.
- variété Themeda triandra var. triandra
- variété Themeda triandra var. vulgaris auctt., non Hackel